# Čtrnáctý u stolu
 Čtrnáctý u stolu  je česká detektivní komedie, natočená v roce 1943 v režii Oldřicha Nového a Antonína Zelenky podle předlohy Der Vierzehnte bei Tisch od německé herečky Ossi Oswalda. 

## Postavy
| Karel Höger          | Pavel Čtrnáctý alias Hubert Malina            |
| Růžena Šlemrová      | Bersecká                                      |
| Karel Dostal         | Bersecký, továrník                            |
| Libuše Zemková       | Lydie Bersecká, dcera                         |
| Ludvík Veverka       | Bartoš, starosta                              |
| Helena Friedlová     | Bartošová, jeho manželka                      |
| Dagmar Frýbortová    | Ema Bartošová, jejich dcera                   |
| Ella Nollová         | babička Hedvika                               |
| Zvonimir Rogoz       | Rudolf Linhart                                |
| Jarmila Švabíková    | Linhartová                                    |
| Raoul Schránil       | hrabě Quido Alexy, snoubenec Emy              |
| František Filipovský | Kilián Vaverka, amatérský detektiv, strýc Emy |
| Vladimír Majer       | dr. Viktorín                                  |
| Nelly Gaierová       | Holá                                          |
| Jiřina Petrovická    | Bibi                                          |
| Anna Steimarová      | paní Betty                                    |
| Antonín Zacpal       | host u Bartošů                                |
| Jiří Vondrovič       | tajemník                                      |
| Anna Gabrielová      | komorná                                       |
| Hermína Vojtová      | host u Bartošů                                |

## Děj
Na malém městečku se sejde u starosty Bartoše třináct hostů. Amatérský detektiv Kilián vypráví napínavý a strašidelný příběh. Jedna z žen náhle vykřikne, že počet hostů – 13 – je zlým znamením a přináší smůlu. Náhle někdo zaklepe.  Kilian otevře a muž se představí jako Pavel Čtrnáctý, který jede na zámek Závodí a potřebuje někde přenocovat. Bartoš jej pozve ke stolu. Když host spatří Bartošovu krásnou dceru Emu, ztratí hlavu a před všemi ji obejme a políbí. Starosta jej vykáže z domu. 
Účastnice večírku čin Čtrnáctého považují za mravní zkázu a druhý den to ví již celé městečko. 
Pavel Čtrnáctý se před odchodem od Bartošů ještě vrátil oknem za Emou, aby ji požádal o odpuštění.  Oba mladí však našli zřejmě v sobě zalíbení a vášnivě se políbili. 
Jedna z místních zvědavých žen, paní Linhartová,  pak pozvala starostovu rodinu k sobě na zámek Závodí, aby se dozvěděla více. Opět se sejde jen třináct osob,  je tedy pozván nový knihovník Linhartových a tím je právě Pavel Čtrnáctý. Bartošovi i Ema a také Kilian jej hned poznali, ale neřekli to nahlas. Společnost je tedy zprvu strnulá, avšak zábava se brzy rozběhne. Ema s Pavlem zahrají duet na klavír a housle a jde jim to, jako by spolu hráli již dlouho.Pavel Čtrnáctý je v jeden okamžik vyvolán z místnosti neznámým příchozím do dvorany, kde spolu tajemně hovoří. Druhý den knihovník není k nalezení a Linhartův trezor se našel otevřený. 
Ještě před svým zmizením volal Pavel Čtrnáctý od Linhartů Emě aby ji ujistil znovu svoji láskou. Telefonát však slyšel Bartoš na přípojce aparátu a vyčinil jí. Do doby, než ostuda v městečku utichne, posílá starosta Emu do Prahy k babičce, s ní jede i strýc Kilián.
Pavel ve skutečnosti odjel na žádost tajemného muže do Prahy, aby pak přijal místo sluhy u továrníka Berseckého. Je tam přijat pod jménem Hubert Malina. Hodně času však tráví také v knihovně.
Dcera Berseckého se má zasnoubit s hrabětem Alexym, o kterém má však továrník Bersecký i Malina podezření, že je dobrodruhem, kterého zajímají hlavně peníze. Na zásnuby je pozvána Ema i s rodiči, babičkou a Kilianem. Když zapomněla paní Bersecká u trezoru klíče, Malina pro jistotu vyměnil šperky za napodobeniny a pravé schoval ve svém pokoji. Ema jej u trezoru zahlédla. Šla pak za ním a řekla mu, že se v něm mýlila, že je špatný člověk. Když Malina viděl Kiliana, začal se schovávat. Z trezoru jsou pak imitace šperků odcizeny Alexym. Během krádeže však Malina vstoupil do pokoje, když hledal ztracený manžetový knoflík. Alexy se jej dotázal kolik chce, aby mlčel. Malina formálně požádal o polovinu. Když se na krádež přišlo, začal věc vyšetřovat soukromý detektiv, povolaný Berseckým. Prohledal také pokoj Maliny, ale nic nenašel. Malina chce pak odejít z domu, ale zadrží jej s pistolí amatérský detektiv Kilián. Přijíždí policie, ve skutečnosti Malinovi přátelé. Všichni se pak shodují, že šperky, jak imitace, tak ty pravé, ukradl hrabě. Ve skutečnosti pravé šperky z pokoje Maliny vzala mezitím k sobě již Ema a je s nimi u babičky v Balbínově ulici, kam se vydá za nimi i Malina s přáteli.
Do knihy, kterou má babička na stole (Paul Gordian: Knihovník se vrací) vepíše žádost o ruku Emy.
Jeden z přátel Maliny pak řekne, že jsou z klubu „Stopa“ a Hubert Malina je Pavlem Čtrnáctým, spisovatelem, píšícím humoristické detektivky pod pseudonymem Paul Gordian. 
Karel Jeroným Bersecký ze Závodí si před smrtí oblíbil jeho knihu tak, že se rozhodl mu odkázat to nejcennější co má, zámeckou knihovnu. Podmínkou však bylo vypátrat dovětek k jeho závěti, heslo znělo: „Zámek Závodí KOM296“. Pavel jej objevil v knize – svazku naučného slovníku, písmeno K-M, na straně 296 – v knize, původně pocházející ze Závodí. 
Když se tímto vším vysvětlilo Pavlovo/Hubertovo podivné chování, nic již nebránilo Emě k opětování její lásky.

## Tvůrci
- Námět: Ossi Oswalda
- Scénář: Josef Mach
- Kamera: Ferdinand Pečenka
- Režie: Oldřich Nový, Antonín Zelenka
- Hudba: Julius Kalaš
- Zpěv: Oldřich Nový
- Stavby: Jan Zázvorka
- Další údaje: černobílý, 85 minut, detektivní komedie
- Výroba: Lucernafilm
- Premiéra: 24.9.1943
- Ateliéry: Hostivař